# Мексикано-узбекистанские отношения
Мексикано-узбекистанские отношения — двусторонние дипломатические отношения между Мексикой и Узбекистаном. Государства являются членами Организации Объединённых Наций.

## История
14 января 1992 года государства установили официальные дипломатические отношения, которые развивались в основном в рамках международных форумов.
В сентябре 2010 года делегация из Узбекистана присутствовала на праздновании 200-летия независимости Мексики.
В ноябре 2010 года правительство Узбекистана направило в Канкун делегацию из двух человек для участия в Конференции Организации Объединённых Наций по изменению климата.

## Дипломатические представительства
- Интересы Мексики в Узбекистане представлены через посольство в Тегеране (Иран)[4].
- Интересы Узбекистана представлены в Мексике через посольство в Вашингтоне (США)[5].